# Saint-Christophe-sur-Roc
Saint-Christophe-sur-Roc är en kommun i departementet Deux-Sèvres i regionen Nouvelle-Aquitaine i västra Frankrike. Kommunen ligger i kantonen Champdeniers-Saint-Denis som tillhör arrondissementet Niort. År 2022 hade Saint-Christophe-sur-Roc 566 invånare.

## Befolkningsutveckling
Antalet invånare i kommunen Saint-Christophe-sur-Roc
| Referens: INSEE |